# دان آمچی
دان آمچی (انگلیسی: Don Ameche; ۳۱ مهٔ ۱۹۰۸ – ۶ دسامبر ۱۹۹۳) هنرپیشه و کارگردان اهل ایالات متحده آمریکا بود. وی بین سال‌های ۱۹۳۵ تا ۱۹۹۳ میلادی فعالیت می‌کرد. وی همچنین برنده جوایزی همچون جایزه اسکار بهترین بازیگر نقش مکمل مرد شده‌است.

## گزیده فیلمشناسی

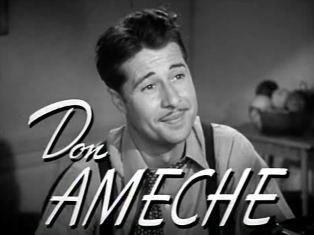

از فیلم‌ها یا برنامه‌های تلویزیونی که وی در آن نقش داشته‌است می‌توان به آثار زیر اشاره کرد.
- کلایو هند (فیلم) (۱۹۳۵)
- در شیکاگوی قدیم (۱۹۳۸)
- گروه رگتایم الکساندر (فیلم) (۱۹۳۸)
- سه تفنگدار (فیلم ۱۹۳۹) (۱۹۳۹)
- نیمه‌شب (فیلم ۱۹۳۹) (۱۹۳۹)
- ماجرای پرشور هالیوود (۱۹۳۹)
- لیلیان راسل (فیلم) (۱۹۴۰)
- ماه بر فراز میامی (فیلم) (۱۹۴۱)
- بهشت می‌تواند صبر کند (فیلم ۱۹۴۳) (۱۹۴۳)
- سرزمین شادی (۱۹۴۳)
- دهکده گرینویچ (فیلم) (۱۹۴۴)
- همسر (فیلم ۱۹۴۵) (۱۹۴۵)
- اماکن تجاری (فیلم) (۱۹۸۳)
- پیله (فیلم ۱۹۸۵) (۱۹۸۵)
- هری و خانواده هندرسون (۱۹۸۷)
- سفر به آمریکا (۱۹۸۸)
- اوضاع عوض می‌شود (۱۹۸۸)
- دختران زرین (۱۹۹۰)
- اسکار (فیلم ۱۹۹۱) (۱۹۹۱)
- مردمان! (۱۹۹۲)
- به سوی خانه: سفر باورنکردنی (۱۹۹۳)